# Kako (Bihar)
Kako es una población ubicada en el distrito de Jehanabad, perteneciente al estado de Bihar, en la  India.

## Geografía
Kako se encuentra en la posición 25°13′0″N 85°4′0″E / 25.21667, 85.06667, a una elevación de 60 m sobre el nivel del mar.

## Comunicación
La Autopista Nacional 110 pasa por esta localidad. El aeropuerto más próximo es el de Patna.